# ペスカドレス島
ペスカドレス島（Isla Pescadores）はペルーのリマのアンコンにある島である。イスラ・グランデ（Isla Grande）とも呼ばれ、リマ県の海岸の西約7kmの太平洋にある。面積が16.45 ヘクタール、いわゆる漁師群島を構成する島群の中で最大の島 であり、ペルーでは非常に重要な海鳥が多種生息していることで際立っている。このため2009年からプンタスグアネラス国立保護区としてペルーのシステムオブアイランズ、海洋沿岸生態系における生物多様性の代表的なサンプルの保護と保護をする自然保護区を扱う法律によって保護されている。